# Muckendorf-Wipfing
Muckendorf-Wipfing är en kommun  i Österrike. Den ligger i distriktet Tulln och förbundslandet Niederösterreich, 20 km nordväst om huvudstaden Wien. Huvudort är Muckendorf an der Donau.
Kommunen består av två orter (Ortschaften) (inom parentes invånarantal 1 januari 2024):
- Muckendorf an der Donau (1 224)
- Wipfing (473)